# Die Hebriden

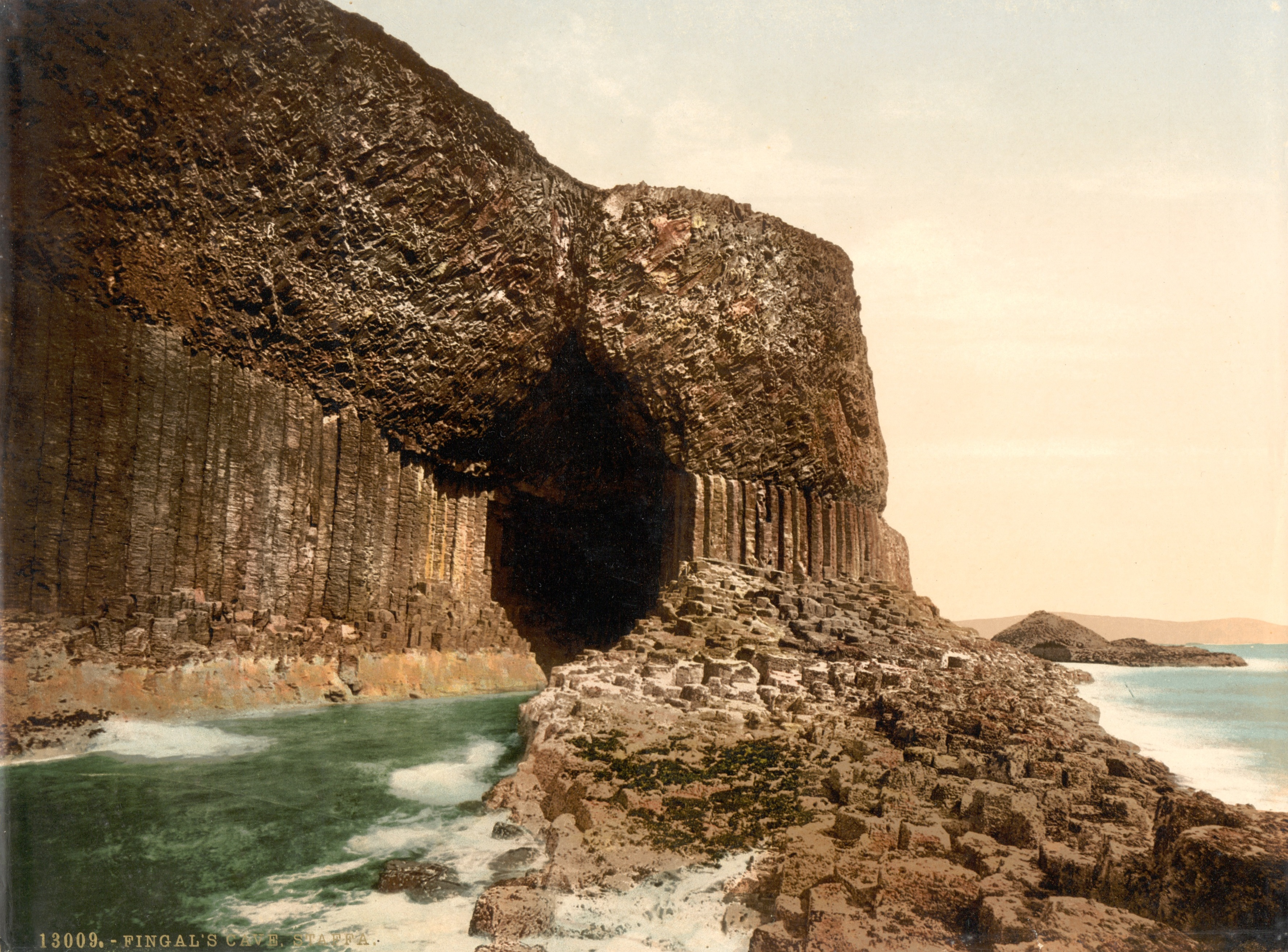
Die Fingalshöhle auf der Insel Staffa

Die Hebriden oder Die Fingalshöhle (Fingal’s Cave) op. 26 (MWV P 7) ist eine Konzert-Ouvertüre von Felix Mendelssohn Bartholdy. Der Name bezieht sich auf die Hebriden, eine 50 Kilometer vor der Nordwestküste Schottlands gelegene Inselgruppe.
Mendelssohn begann dieses Werk im Jahre 1829. Die Anregung dazu erhielt er auf einer Reise nach England und Schottland, als er bei dieser Gelegenheit mit dem mit ihm befreundeten Dichter Karl Klingemann am 7. August 1829 die Fingalshöhle auf der schottischen Insel Staffa besuchte, und dabei auch eine Bleistiftzeichnung der Landschaft anfertigte. Die Komposition liegt in drei Fassungen vor. Die erste Fassung, die den Titel Die einsame Insel trug, wurde im Dezember 1830 in Paris abgeschlossen, aber nicht aufgeführt, da sie den Komponisten eher an „Kontrapunkt“ als an „Tran und Möwen“ erinnerte. Er überarbeitete das Werk im Februar 1832 in Rom. Diese Fassung gelangte erstmals am 14. Mai 1832 unter der Leitung von Thomas Attwood in London zur Aufführung. Kurz danach überarbeitete Mendelssohn das Werk ein weiteres Mal. Die Erstaufführung der endgültigen Fassung fand am 10. Januar 1833 unter der Leitung des Komponisten in Berlin statt.
Das Werk wurde ein Erfolg, besonders bei den Briten, und selbst der zu antisemitischen Tendenzen neigende Richard Wagner lobte den aus der jüdischen Familie Mendelssohn stammenden Komponisten als „erstklassigen Landschaftsmaler“.

## Zur Musik
Das Werk steht überwiegend in h-Moll und endet mit einem Mollschluss in dieser Tonart, nicht etwa mit einer Verdurung zu H-Dur.
Das Hauptthema, das den Wellengang darstellt, wird von Bratsche, Cello und Fagott vorgetragen und im Laufe der Ouvertüre variiert. Unterstützt wird es von der an Donnergrollen erinnernden Pauke.
Die Spieldauer der Ouvertüre beträgt ca. 10 Minuten.
Mendelssohn schreibt folgende Orchesterbesetzung vor: 2 Flöten, 2 Oboen, 2 Klarinetten, 2 Fagotte – 2 Hörner, 2 Trompeten – Pauken – Streichorchester.